# Хисамутдинов, Шамиль Шамшатдинович
Шами́ль Шамшатди́нович Хисамутди́нов (тат. Шамил Шәмсетдин улы Хисаметдинов; род. 20 сентября 1950, Узловая, Московская область) — советский борец классического (греко-римского) стиля. Заслуженный мастер спорта СССР (1972). Заслуженный тренер СССР (1978). Олимпийский чемпион в первом полусреднем весе (1972), чемпион мира (1973, 1975), чемпион Европы (1973, 1974), бронзовый призёр чемпионата Европы (1976), чемпион СССР (1971—1974).

## Биография
Шамиль Хисамутдинов родился 20 сентября 1950 года в Узловой в семье шахтёра и домохозяйки. Окончил узловскую среднюю школу № 17 и Омский институт физической культуры (1977). В детстве занимался многими видами спорта: бег, лапта, футбол, баскетбол, теннис. Первый титул — чемпион города по лыжам.
Воспитанник детской спортивной школы в Узловой. В 1968 году переехал в Тулу, где стал заниматься борьбой в ДСО «Труд» у Анатолия Белоусова. С 1972 по 1974 год выступал за «Спартак» (Московская область). На победной для себя Олимпиаде в Мюнхене Хисамутдинов выиграл чистым туше четыре схватки из шести. В 1976 году на чемпионате Европы в Ленинграде получил серьёзную травму плеча, ставшую причиной преждевременного завершения карьеры. Член КПСС с 1976 года. В 26 лет был назначен главным тренером сборной СССР по борьбе. Работал со сборной Швеции по этому виду спорта. 29 января 2010 года Шамиль Хисамутдинов был избран на четырёхлетний срок президентом Всероссийской федерации борьбы на поясах (ВФБП).

## Признание
Награждён орденами «Знак Почёта» (1976), «Почёта» (2000), медалью «За трудовую доблесть» (1996).
В декабре 2016 года в городе Узловая был торжественно открыт Центр борьбы имени Шамиля Хисамутдинова.